# 日本臨床検査医学会
一般社団法人 日本臨床検査医学会（にほんりんしょうけんさいがっかい、英: Japanese Society of Laboratory Medicine）は、臨床検査医学に関する学理およびその応用についての研究発表、知識の交換、会員相互および内外の関連学会との連携協力等を行うことで、臨床検査医学の進歩・普及させる事を目標としている。

## 沿革
- 1951年（昭和26年）- 臨床病理懇談会として設立
- 1953年（昭和28年）- 臨床病理学会と改称
- 1955年（昭和30年）- 日本臨床病理学会と改称
- 1957年（昭和32年）- 国際臨床病理学会に加入
- 1976年（昭和51年）- 日本医学会に加入
- 1979年（昭和54年）- 認定臨床検査医制度が発足
- 2000年（平成12年）- 日本臨床検査医学会と改称
- 2008年（平成20年）- 一般社団法人化

## 認定資格
- 臨床検査専門医[2]
- 臨床検査管理医[3]
- 名誉臨床検査専門医[4]

## 機関誌
- 日本臨床検査医学会誌（旧：臨床病理）[5]